# Piotr Skokun
Piotr Skokun (zm. w lipcu 1944) – polski rolnik, Sprawiedliwy wśród Narodów Świata, ofiara zbrodni ukraińskich nacjonalistów.

## Życiorys
W młodości przez sześć lat pracował w Kanadzie. Po powrocie do Polski za przywiezione pieniądze kupił duże gospodarstwo rolne. W wyniku rany odniesionej podczas I wojny światowej stał się inwalidą wojennym (miał niewładną rękę).
Żonaty z Józefą Skokun. Miał syna Ludwika (ur. 1920) i trzy córki.
Podczas okupacji niemieckiej Skokunowie ukrywali w swoim gospodarstwie w Słobódce Janowskiej dwoje Żydów, Maiera Leiba Aszkenazego i jego córkę Nusię, którzy uciekli z getta w Trembowli. Piotr Skokun znał Aszkenazego z okresu przedwojennego. Pomoc ta była udzielana od grudnia 1942 do nadejścia Armii Czerwonej w 1944 roku. 
1 maja 1944 jego syna Ludwika powołano w szeregi I Armii Wojska Polskiego.
Piotr Skokun został zamordowany przez ukraińskich nacjonalistów podczas drugiej okupacji sowieckiej. Według Instytutu Jad Waszem była to kara za ukrywanie Żydów. Według Henryka Komańskiego i Szczepana Siekierki Skokun został zabity w Słobódce Janowskiej w lipcu 1944 podczas pełnienia warty. Podczas tego samego napadu ranny został Jan Powszek.
Po wojnie rodzinę Piotra Skokuna przesiedlono do Piławy Dolnej na Dolnym Śląsku.

## Odznaczenia
W 1981 roku Instytut Jad Waszem pośmiertnie uhonorował Piotra Skokuna, a także wdowę po nim oraz syna Ludwika, tytułami Sprawiedliwych wśród Narodów Świata.